# Garnet Canyon
Der Garnet Canyon ist eine Schlucht in der Teton Range im Grand-Teton-Nationalpark im Westen des US-Bundesstaates Wyoming. Die Schlucht wurde durch Gletscher gebildet, die sich am Ende des letzteiszeitlichen Maximums vor etwa 15.000 Jahren zurückzogen und ein Trogtal hinterließen. Der Garnet Canyon verläuft vom Bradley Lake bis unterhalb der Gipfel von Grand Teton und Middle Teton, wo er den Middle Teton Glacier beherbergt. Er wird von Middle Teton im Westen, Grand Teton, Teepe Pillar und Disappointment Peak im Norden und Cloudveil Dome und Nez Perce Peak im Süden umgeben. Im Canyon befinden sich mehrere größere Wasserfälle, unter anderem die Spalding Falls, Cleft Falls oder Bannock Falls.

## Wanderwege
Obwohl der Garnet Canyon weniger beliebt ist als die nahegelegenen Schluchten Cascade Canyon oder Death Canyon, stellt er einen wichtigen Zugang zu bedeutenden und beliebten Routen auf die höchsten Gipfel der Teton Range dar, unter anderem auf Grand Teton, Middle Teton, South Teton und Disappointment Peak. Der Start der Wanderung in den Garnet Canyon befindet sich am Lupine Meadows Trailhead südlich des Jenny Lake im Jackson Hole. Camping ist im Garnet Canyon in Gebieten, die vom National Park Service ausgewiesen werden, mit Genehmigung erlaubt. Campinggenehmigungen können im Voraus per Anmeldung oder persönlich an der Jenny Lake Ranger Station eingeholt werden.

## Belege
1. ↑  Geonames: Garnet Canyon. Abgerufen am 26. März 2021.
2. ↑  Naturalatlas: Garnet Canyon. Abgerufen am 26. März 2021 (englisch).
3. ↑  Garnet Canyon (U.S. National Park Service). Abgerufen am 26. März 2021 (englisch).